# Eddy Viator
Eddy Viator (ur. 2 czerwca 1982 w Colombes) – francuski piłkarz pochodzenia gwadelupskiego występujący na pozycji obrońcy.

## Kariera klubowa
Eddy Viator rozpoczął zawodową karierę w 2002 roku w występującym w Ligue 2 klubie LB Châteauroux. W latach 2002–2008 wystąpił w Châteauroux w 105 spotkaniach. Pierwszą połowę 2008 spędził drugoligowym hiszpańskim klubie Granada 74 CF. W latach 2008–2010 był zawodnikiem Amiens SC. Z Amiens spadł do trzeciej ligi w 2009. W Amiens zadebiutował 1 sierpnia 2008 w zremisowanym 1-1 meczu z US Boulogne.
| Sezon   | Klub           | Kraj      | Rozgrywki            | Mecze | Bramki |
| ------- | -------------- | --------- | -------------------- | ----- | ------ |
| 2002/03 | LB Châteauroux | Francja   | Ligue 2              | 1     | 0      |
| 2003/04 | LB Châteauroux | Francja   | Ligue 2              | 34    | 0      |
| 2004/05 | LB Châteauroux | Francja   | Ligue 2              | 10    | 0      |
| 2005/06 | LB Châteauroux | Francja   | Ligue 2              | 28    | 0      |
| 2006/07 | LB Châteauroux | Francja   | Ligue 2              | 27    | 0      |
| 2007/08 | LB Châteauroux | Francja   | Ligue 2              | 12    | 0      |
| 2007/08 | Granada 74 CF  | Hiszpania | Segunda División     | 6     | 0      |
| 2008/09 | Amiens SC      | Francja   | Ligue 2              | 31    | 0      |
| 2009/10 | Amiens SC      | Francja   | Championnat National | 29    | 0      |

## Kariera reprezentacyjna
W reprezentacji Gwadelupy Viator zadebiutował 5 lipca 2009 w wygranym 2-1 meczu z reprezentacją Panamy podczas Złotego Pucharu CONCACAF. Na turnieju wystąpił w czterech meczach z Panamą, Nikaraguą, Meksykiem i Kostaryką.
W 2011 po raz drugi uczestniczył w Złotym Pucharze CONCACAF. Na turnieju wystąpił we wszystkich trzech meczach z Panamą, Kanadą i USA.